# Диаграмма цветка
Диаграмма цветка — это графическое изображение (диаграмма) строения цветка. Она отображает количество органов цветка, их расположение и слияние. Различные части цветка представлены соответствующими символами. Цветочные диаграммы полезны для идентификации видов или могут помочь в понимании эволюции покрытосеменных растений. Они появились в конце 19 века и обычно приписываются Августу Вильгельму Эйхлеру. 
Чаще всего диаграммы используются вместе с формулой цветка для описания его морфологии.

## История
В XIX веке были введены два отличных метода описания цветка: текстовые цветочные формулы и графические цветочные схемы. Цветочные диаграммы принадлежат А. В. Эйхлеру, чья обширная работа «Blüthendiagramme» (1875, 1878) остаётся ценным источником информации по морфологии цветков. Эйхлер вдохновил более позднее поколение учёных, в том числе Джона Генри Шаффнера.  Диаграммы были включены, например, в книгу Types of Floral Mechanism (Типы цветочного механизма, 1908) Артура Гарри Чёрча. Они использовались в различных учебниках, например, Organogenesis of Flowers Рольфа Саттлера (1973), Botanische Bestimmungsübungen Штютцеля (2006) или Plant Systematics Симпсона (2010). Floral Diagrams (2010) Ронса Де Крена следовали подходу Эйхлера, используя систему APG II, бывшей на момент издания книги самой актуальной.

## Основные положения и характеристики
Цветочная диаграмма представляет собой схематичное изображение поперечного сечения цветка в начальной стадии цветения. Его также можно определить как «проекцию цветка перпендикулярно его оси». Обычно на ней указывается количество частей цветка, их размеры, взаимное расположение и слияние. Различные органы представлены различимыми символами, которые могут быть едиными для одного типа органов или отражать конкретную морфологию. Диаграмма также может включать символы, которые не представляют физические структуры, но несут дополнительную информацию (например, ориентацию плоскости симметрии). Нет единого мнения о том, как следует рисовать цветочные схемы, от автора зависит, будет ли это просто грубое изображение или включены структурные детали цветка. Диаграммы могут описывать онтогенез цветов или показывать эволюционные связи. Их можно обобщить, чтобы показать типичную цветочную структуру таксона.[1]: 37  Также возможно представить (частичные) соцветия в виде диаграмм. В хорошую диаграмму может быть включен значительный объем информации. Это может быть полезно для идентификации цветов или сравнения таксонов покрытосеменных. Палеонтологи могут воспользоваться схемами для реконструкции ископаемых цветов. Цветочные схемы также имеют дидактическое значение.

## Расположение
На диаграммах обычно изображают стягивающий прицветник внизу и ось над самим цветком, оба на средней линии. Ось соответствует положению главного стебля относительно бокового цветка.[10]: 12  Когда изображен верхушечный цветок, ось отсутствует и поэтому не может быть показана. Прицветники, если они есть, обычно изображаются по бокам схемы.

Проекция цветка (Campanula medium) на цветочную диаграмму. Чёрной пунктирной линией показано поперечное сечение. 1 – положение главной оси; 2 – разрез бокового цветка; 3 – прицветник; 4 – стягивающий прицветник.

## Символы, используемые в диаграммах
Не только информация, содержащаяся в диаграммах, но и их внешний вид обычно различаются у разных авторов. Некоторые публикации включают обзор используемых символов.

### Прицветники и прицветники, оси
Прицветники и прицветнички обычно изображаются в виде дуг. В «Цветочных диаграммах» Ронса Де Крена они всегда имеют черную заливку и небольшой треугольник на внешней стороне, чтобы отличить их от околоцветника. В Blüthendiagramme Эйхлера их представление меняется в зависимости от диаграммы.
| Ronse De Craene | Eichler      |
| --------------- | ------------ |
|                 | inconsistent |

Ось относительно цветка показана черным кружком на цветочных диаграммах. При изображении соцветия положение его главного стебля обозначается перечеркнутым кружком. Изображение осей Эйхлером чередуется на диаграммах.
|                          | Ronse De Craene | Eichler      |
| ------------------------ | --------------- | ------------ |
| ось относительно цветка  |                 | inconsistent |
| главный стебель соцветия |                 | inconsistent |

### Околоцветник
Части околоцветника также показаны в виде дуг. Они могут быть окрашены в соответствии с их типом. У Blüthendiagramme листочки околоцветника обычно белые с черной обводкой, чашелистики заштрихованы, а лепестки черные. Ронс де Крен предполагает, что иногда невозможно классифицировать органы: он показывает зеленые части околоцветника черными и пигментированными как белые. Почкосложение можно точно отобразить на схеме.
| Ronse De Craene | Eichler                                              |
| --- | ---------------------------------------------------- |
| чашелистики и листоподобные элементы простого околоцветника лепестки и лепестковидные элементы простого околоцветника | элементы простого околоцветника чашелистики лепестки |

### Андроцей
Тычинки представлены поперечным срезом пыльников. Если в цветке много тычинок, их можно упростить и нарисовать в виде кругов. Стаминодии имеют внутри небольшой чёрный кружок или на цветочных схемах окрашены в чёрный цвет, Эйхлер также закрашивает их чёрным цветом.
|            | Ronse De Craene | Eichler |
| ---------- | --------------- | ------- |
| тычинка    | или             |         |
| стаминодий | или             |         |

### Гинецей
Пестик показан в разрезе завязи. Положение завязи отмечено маленькими треугольниками на цветочных схемах. Ронс Де Крен также учитывает морфологию семязачатков или показывает положение стигматических долей белыми фигурами.
|                   | Ronse De Craene | Eichler |
| ----------------- | --------------- | ------- |
| верхняя завязь    |                 |         |
| нижняя завязь     |                 |         |
| полунижняя завязь |                 |         |

### Нектарники
В «Цветочных схемах» нектарники закрашены серым цветом, Эйхлер заполняет их штриховкой.

### Прочее
На схемах слияние можно показать сплошными соединительными линиями между органами. Утраченные органы могут быть обозначены звездочкой (✶), потерянные части околоцветника или прицветники/прицветники могут быть показаны пунктирной линией. Направление моносимметрии можно показать большой стрелкой. Ресупинацию можно проиллюстрировать изогнутой стрелкой. Цветочные части могут сопровождаться цифрами, чтобы показать последовательность их инициализации.

## Цветочные схемы и цветочные формулы
Каждая из этих двух концепций лучше выражает некоторую информацию. Цветочные схемы могут показать размер и взаимное расположение органов. С другой стороны, цветочные формулы способны на более широкое обобщение. Преннер и др. рассматривают их как взаимодополняющие методы и заявляют, что при совместном использовании они образуют «фоторобот цветка».  Ронс Де Крен также одобряет их совместное использование.

## Пример
| Partial inflorescence of Theobroma cacao                                                      | Floral diagram of Pyrus communis                                                        |
| Часть соцветия Theobroma cacao (after Ronse De Craene). Формула цветка: ✶ K5 C5 A(5°+5²) G(5) | Диаграмма цветка Pyrus communis (after Eichler). Формула цветка: ✶ K(5) C5 A10+5+5 Ğ(4) |